# Paweł Szczepaniak
Paweł Szczepaniak (ur. 22 marca 1989 w Zwierzynie) – polski kolarz przełajowy.

## Kariera
Jego największym dotychczasowym osiągnięciem było pierwsze miejsce w kategorii młodzieżowej (do lat 23) mistrzostw świata w kolarstwie przełajowym w Taborze w 2010 roku, jednak w marcu 2010 Komisja Antydopingowa Międzynarodowej Unii Kolarskiej (UCI) poinformowała o pozytywnym wyniku kontroli antydopingowej u Pawła i jego brata Kacpra, którą przeprowadzono podczas mistrzostw świata w Taborze. Obaj stosowali EPO. Zrezygnowano na wniosek braci z analizy próbek "B". Zawodnik został zdyskwalifikowany na osiem lat (był już wcześniej karany za doping) i utracił medal.
Szczepaniak wywalczył też wcześniej w tej samej kategorii brązowy medal na mistrzostwach świata w kolarstwie przełajowym w Hoogerheide w 2009 roku.

## Kontrowersje
W listopadzie 2023 roku został zatrzymany ws. śledztwa dotyczącego rozbojów i kierowania gangiem okradającym ciężarówki w Niemczech. 23 sierpnia 2024 roku został skazany przez sąd w Dreźnie na 4 lata więzienia.